# Masafumi Hara
Masafumi Hara (原 正文, Hara Masafumi, né le 21 décembre 1943) est un footballeur japonais.